# Neumarkt in der Steiermark
Neumarkt in der Steiermark osztrák mezőváros Stájerország Muraui járásában. 2017 januárjában 5026 lakosa volt.

## Elhelyezkedése

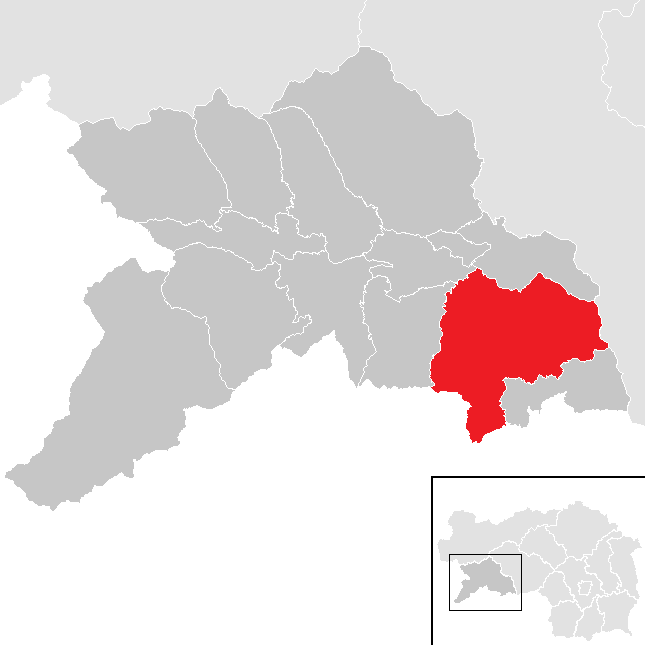
Neumarkt in der Steiermark a Muraui járásban

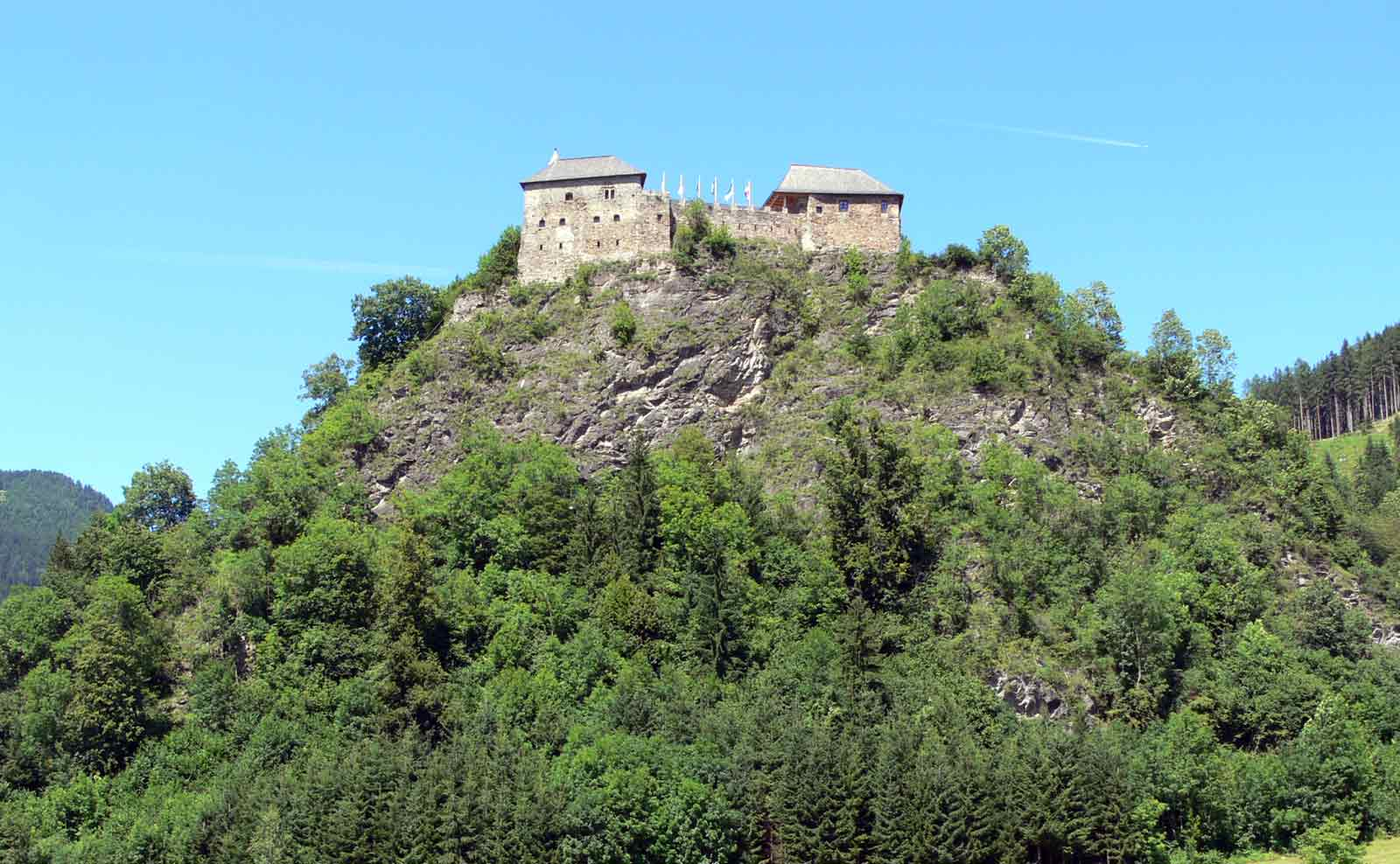
Dürnstein vára

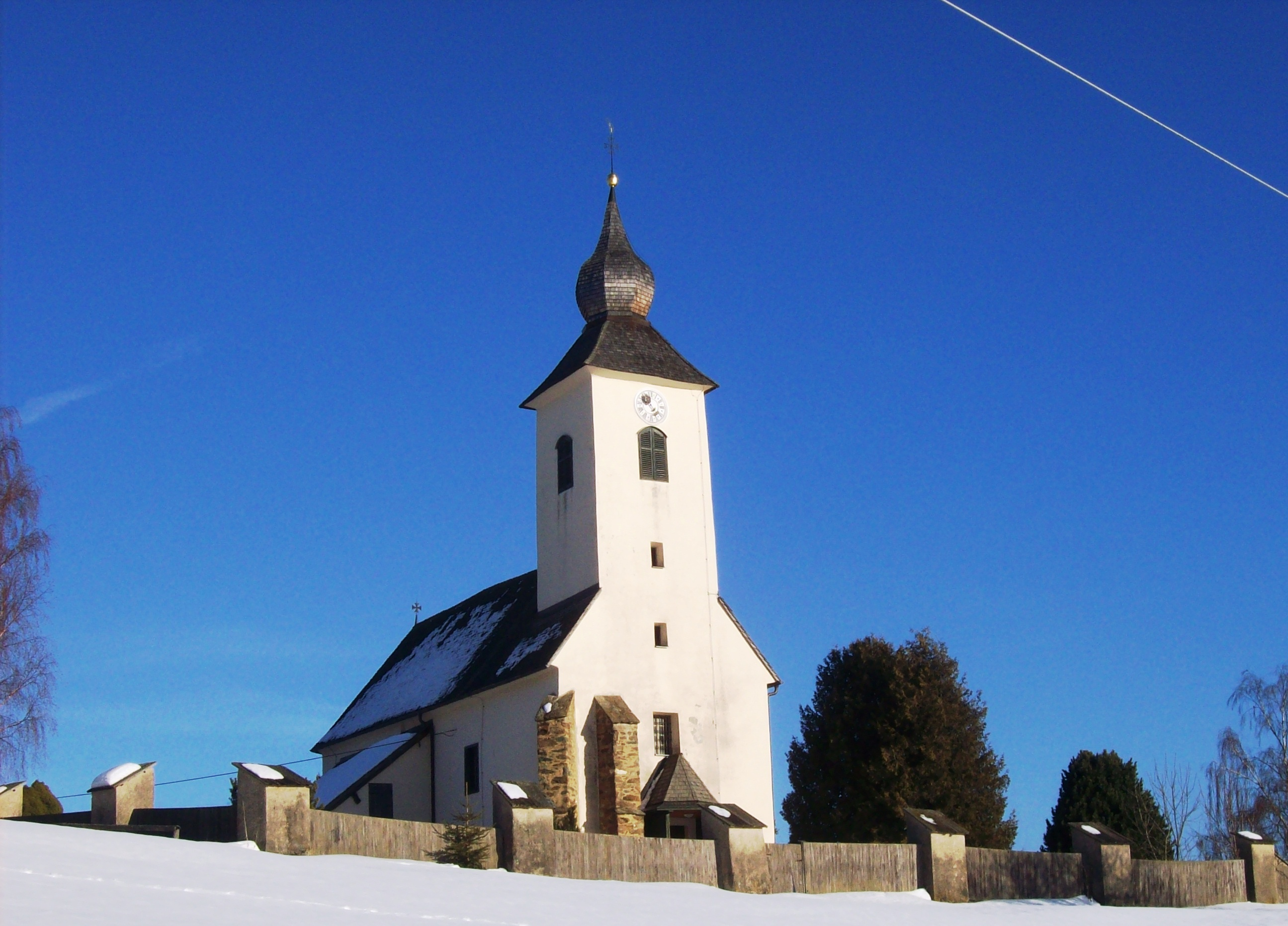
A Szt. Lénárd-templom Pöllauban

Neumarkt in der Steiermark Felső-Stájerországban fekszik a Murától délre eső völgyben a keleti Seetali-Alpok és nyugati Grebenzek hegységei között. Legmagasabb pontja 2360 méterrel van a tengerszint fölött. Az önkormányzat 10 települést egyesít: Baierdorf (160 lakos), Dürnstein in der Steiermark (64), Kulm am Zirbitz (304), Mariahof (1225), Neumarkt in Steiermark (1713), Perchau am Sattel (300), Sankt Georgen bei Neumarkt (499), Sankt Marein bei Neumarkt (416), Wildbad Einöd (31) és Zeutschach (210).
A környező önkormányzatok: nyugatra Sankt Lambrecht, északnyugatra Teufenbach-Katsch, északra Scheifling, keletre Obdach, délkeletre Mühlen, délre Friesach (Karintia).

## Története
Az önkormányzat a 2015-ös stájerországi közigazgatási reform során alakult meg Dürnstein in der Steiermark, Neumarkt in Steiermark, Kulm am Zirbitz, Mariahof, Perchau am Sattel, Sankt Marein bei Neumarkt és Zeutschach egyesítésével.
Területén az ember legrégebbi nyomai az i.e. 4. évezredből származnak. Már az ókorban is fontos, Itáliát a Dunával összekötő kereskedelmi útvonal haladt erre; megtalálható egy i.sz. 324-ből származó római mérföldkő is.
Neumarkt első említése 1235-ből származik, de templomát a 12. század végén alapították. Mariahof temploma még régebbi, 1066-ban már említés történik róla és 1103-ban a Sankt Lambrecht-i apátság felügyelete alá helyezték. A templomot 1482-ben Mátyás magyar király seregei felgyújtották, ezután késő gótikus stílusban épült újjá.
A St. Marein-i Lind-kastély a második világháborúban a mauthauseni koncentrációs tábor alá tartozott. Az itteni, főleg politikai foglyokat mezőgazdaságban, erdészetben és útépítéseknél dolgoztatták.

## Lakosság
A Neumarkt in der Steiermark-i önkormányzat területén 2017 januárjában 5026 fő élt. A lakosságszám 1951-ben érte el csúcspontját (6156 fővel), azóta csökkenő tendenciát mutat. 2015-ben a helybeliek 96,1%-a volt osztrák állampolgár; a külföldiek közül 1,3% a régi (2004 előtti), 0,8% az új EU-tagállamokból érkezett. 0,3% a volt Jugoszlávia (Szlovénia és Horvátország nélkül) vagy Törökország, 1,5% egyéb országok polgára. 2001-ben Neumarktban a lakosok 88%-a római katolikusnak, 3,4% evangélikusnak, 6,4% pedig felekezet nélkülinek vallotta magát. Ugyanekkor két magyar élt a településen.

## Látnivalók

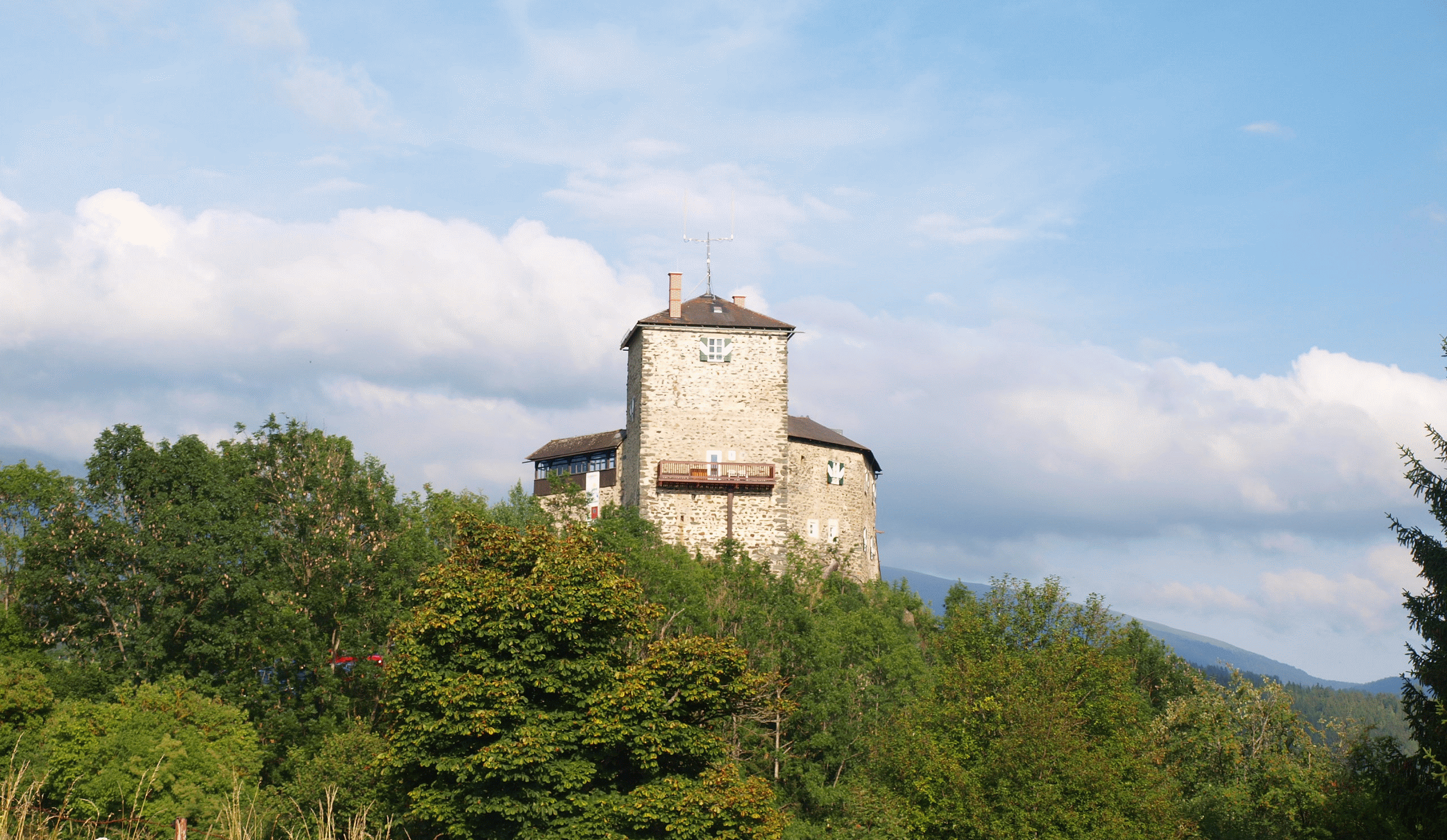
Forchtenstein vára

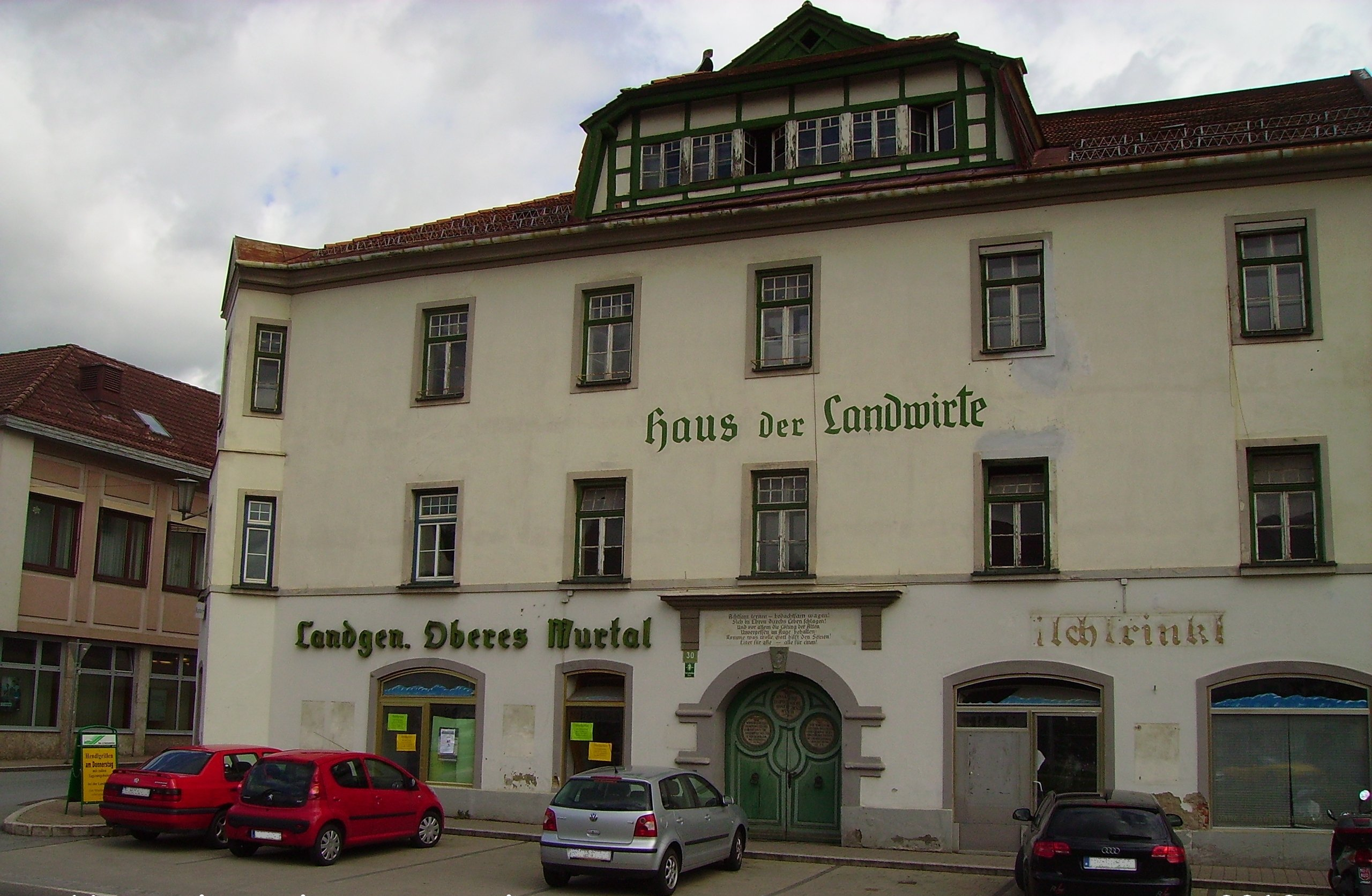
A volt vámház Neumarkt főterén

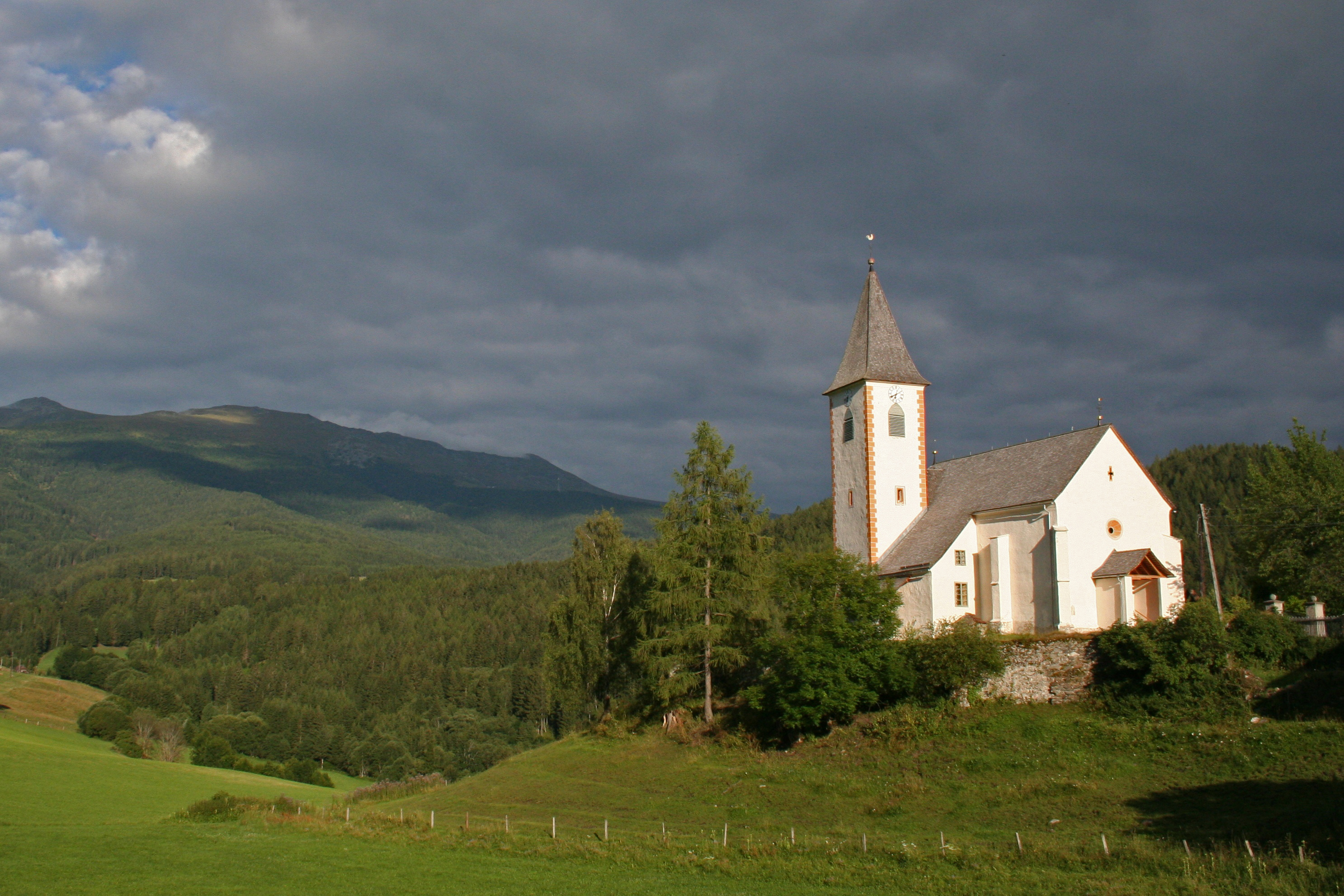
Greuth Szt. Márton-temploma

- Neumarkt Szt. Katalin-plébániatemploma
- Mariahof Szűz Mária-plébániatemploma. A késő gótikus templom 1500-ban épült, szintén gótikus stílusú plébániájának egyik ajtókeretén az 1511-es évszám olvasható.
- Greuth (St. Georgen) Szt. Márton-plébániatemploma
- St. Marein Mária mennybemenetele-plébániatemploma
- Pöllau (St. Marein) Szt. Lénárd-plébániatemploma
- Zeutschach Szt. Egyed-plébániatemploma
- Hoferdorf Szt. Miklós-temploma
- a Pichl-kastély
- a Villa Barbara
- az 1717-ben emelet Mária-oszlop Neumarkt főterén
- 16. századi volt vámház (ma gazdaház) Neumarkt főterén
- a neumarkti Forchtenstein-vár
- a St. Marein-i Lind-kastély mai formájában 1760-ban készült el
- Steinschloss várának romjai
- Dürnstein várának romjai
- Novum Forum múzeum Neumarktban
- a Gragger-szurdok és vízesései St. Mareinben

## Fordítás
- Ez a szócikk részben vagy egészben  a   Neumarkt in der Steiermark című német Wikipédia-szócikk ezen változatának fordításán alapul.  Az eredeti cikk szerkesztőit annak laptörténete sorolja fel. Ez a jelzés csupán a megfogalmazás eredetét és a szerzői jogokat jelzi, nem szolgál a cikkben szereplő információk forrásmegjelöléseként.